# Carlos Franqui
Carlos Franquí Mesa (Cifuentes, 4 de diciembre de 1921-San Juan, 16 de abril de 2010) fue un escritor, poeta, periodista, crítico de arte y activista político cubano.

## Biografía
Nacido en un cañaveral, hijo de una familia campesina, logró entrar en una escuela vocacional, donde se unió al Partido Socialista Popular. Aunque obtuvo una beca para continuar estudios universitarios en La Habana, prefirió convertirse en un organizador profesional para el Partido a los veinte años de edad. Después de organizar con éxito células en varios pueblos rurales, rompió con el Partido y se convirtió en un izquierdista no-afiliado.
Para ganarse la vida, comenzó a trabajar de periodista, donde su pasión por la lectura le proveyó una educación mucho mejor que la que habría obtenido en la universidad. Durante esta época, se envolvió en varios movimientos literarios y artísticos, desarrollando amistades con importantes figuras, tales como Guillermo Cabrera Infante, Wifredo Lam y otros. Tras el golpe de Fulgencio Batista en 1952, se envolvió con el Movimiento 26 de Julio, dirigido por Fidel Castro. Esto le supuso ser arrestado y torturado por las fuerzas represivas del gobierno. Cuando fue liberado, pasó al exilio en México y Florida, pero pronto fue reclutado por Castro y enviado a la Sierra Maestra donde dirigió Revolución, el periódico clandestino de la guerrilla, y su estación de radio Radio Rebelde.
Al triunfar la Revolución cubana en 1959, fue nombrado director de Revolución, que se tornó en un periódico oficial. Sin embargo, mantuvo un criterio independiente frente al gobierno, lo que le costó la eventual destitución de su puesto. Partió a Europa, donde se convirtió en una especie de embajador extraoficial del gobierno cubano para las ramas del arte y la cultura. Allí conoció artistas e intelectuales tales como Picasso, Miró, Sartre, Calder y otros. Organizó el Salón de mayo de 1967 en La Habana, donde los principales artistas del mundo presentaron obras.

## Salida de Cuba y exilio
Su actitud disidente le hizo continuar teniendo problemas con el gobierno. Finalmente, logró salir de Cuba con su familia y establecerse en Italia, sin romper oficialmente con el régimen. La ruptura formal se produjo en 1968, cuando firmó una carta condenando la invasión soviética de Checoslovaquia.
Después de su exilio definitivo, su producción literaria aumentó marcadamente. Escribió varios libros históricos sobre la Revolución cubana. Otra faceta de su producción son varios volúmenes combinando poesía y artes gráficas, en colaboración con Calder, Miró, Antoni Tàpies y otros, varios tomos de poesía, y varios libros de arte, algunos editados en italiano bajo seudónimos.
Continuó su campaña contra la represión en Cuba y otros países. El gobierno cubano oficialmente lo catalogó como traidor y lo acusó de estar relacionado con la Agencia Central de Inteligencia (CIA). Sin embargo, muchos exilados cubanos lo rechazaron por su papel activo en la revolución.

## Traslado a Puerto Rico
A principio de la década de 1990, se mudó a Puerto Rico, donde vivía semirretirado. En 1996, fundó la revista trimestral Carta de Cuba, en que se publican trabajos de calidad producidos en Cuba por escritores y periodistas independientes. Continuó editando esta publicación, y colaborando en otros medios hasta su fallecimiento.

## Muerte
Murió a los 88 años el 16 de abril de 2010, en San Juan, Puerto Rico, de causas naturales tras una breve enfermedad.

## Obra
- El libro de los doce, 1968
- Diario de la revolución cubana, 1976
- Retrato de familia con Fidel, 1981
- Vida, aventuras y desastres de un hombre llamado Castro, 1988
- Camilo Cienfuegos, 2001
- Cuba, la revolución: ¿mito o realidad?, memorias de un fantasma socialista, 2006